# Kurveröd
Kurveröd är en tätort  i Uddevalla kommun och stadsdel i Uddevalla. Tätorten avgränsades 2015 på ett område som tidigare räknats som en del av tätorten Uddevalla.

## Befolkningsutveckling
| Befolkningsutvecklingen i Kurveröd 2015–2020                             | Befolkningsutvecklingen i Kurveröd 2015–2020 | Befolkningsutvecklingen i Kurveröd 2015–2020 | Befolkningsutvecklingen i Kurveröd 2015–2020 | Befolkningsutvecklingen i Kurveröd 2015–2020 |
| ------------------------------------------------------------------------ | -------------------------------------------- | -------------------------------------------- | -------------------------------------------- | -------------------------------------------- |
|                                                                          |                                              |                                              |                                              |                                              |
| År                                                                       |                                              |                                              | Folkmängd                                    | Areal (ha)                                   |
| 2015                                                                     | 2015                                         |                                              | 1 408                                        | 67                                           |
| 2020                                                                     | 2020                                         |                                              | 1 405                                        | 67                                           |
| Anm.: Ny tätort 2015, området var tidigare en del av tätorten Uddevalla. |                                              |                                              |                                              |                                              |